# 로아탄섬

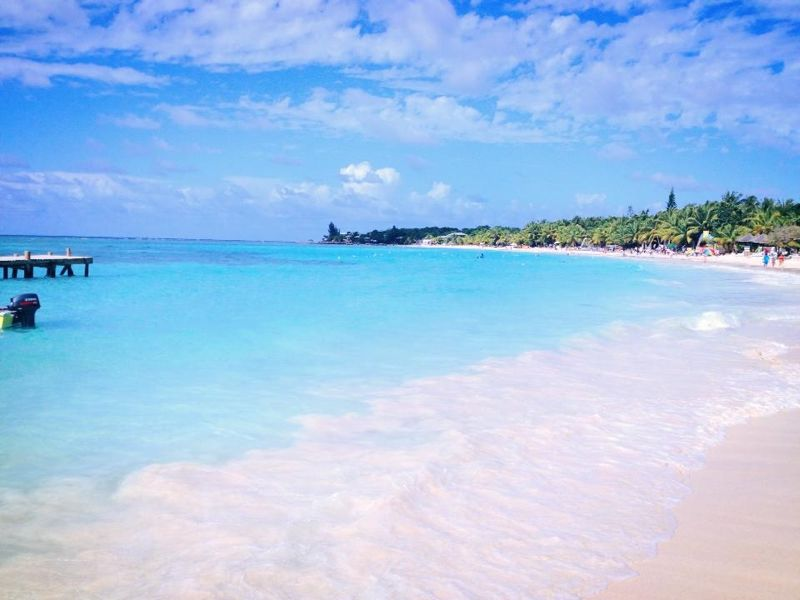
로아탄

로아탄섬(Roatán)은 온두라스 이슬라스데라바이아 주의 섬이다.